# Kartongfabriken i Fors

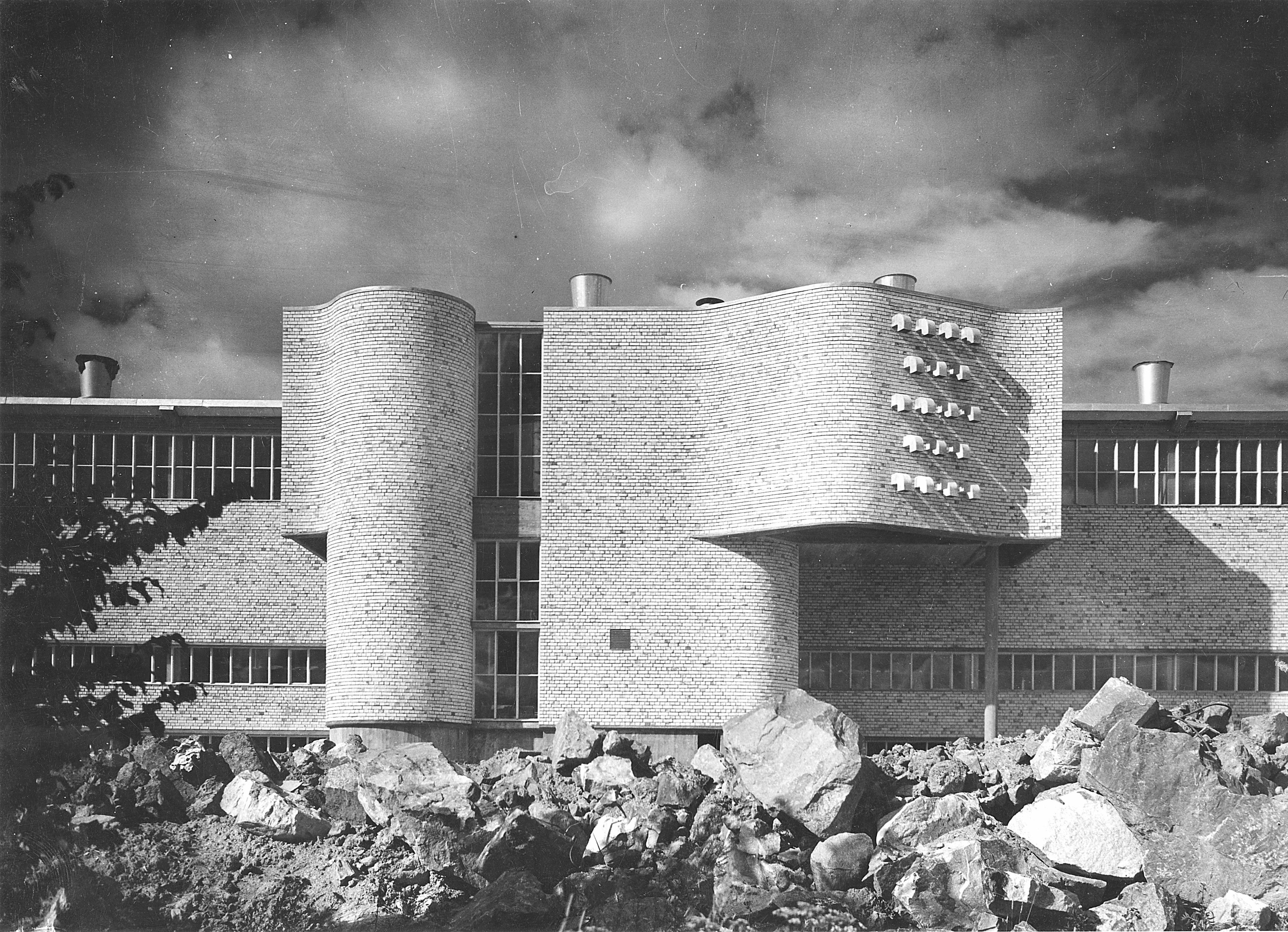
Kartongfabriken 1950 (byggnadsår), arkitekt: Ralph Erskine

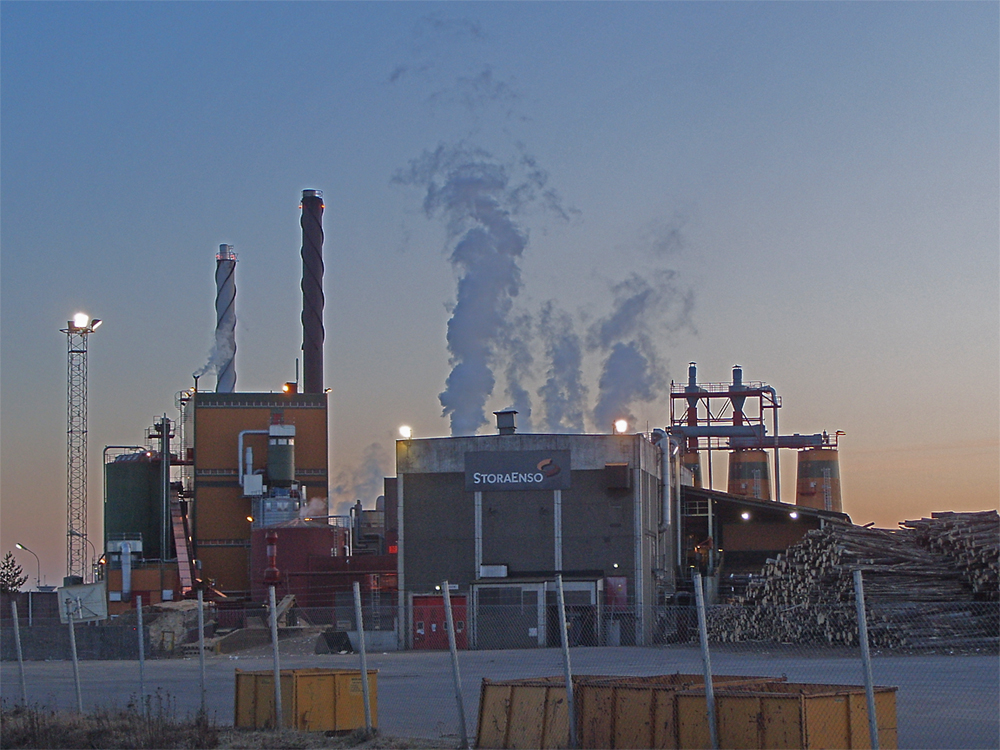
Stora Ensos kartongfabrik, 2008.

Kartongfabriken i Fors, Avesta kommun, ritat av arkitekten Ralph Erskine och uppförd mellan 1951 och 1953. Beställare och byggherre av fabriken var skogsbolaget Kopparfors. Byggnaden är en del av ett industriområde. 
Fabriken skapades i syfte för pappersproduktion. Eftersom produktionsprocessen innebär avdunstning från vatten och tillförsel av större mängder varmluft fick byggnadens utformning anpassas efter detta.
Numera ägs fabriken av den finska skogsindustrikoncernen Stora Enso. 

## Stil och konstruktion
Byggnaden är utförd i en modernistisk anda och har ett barockinspirerat formspråk. Fasaden består av tegel, ett material som kan utstå de påfrestningar som uppstår i industrimiljön och som alltså är kompatibelt med produktionsprocessen. Byggnadens skelett är en betongkonstruktion och vissa tegelväggar är självbärande. De har krökta former dels för att ge styvhet mot vindtryck men också för att bereda plats för viss maskinell utrustning. Fabriken har en totallängd av cirka 130 meter. 
Erskine uppförde även andra byggnader i området, bland annat bostäder för industriarbetarna som tillsammans med torg och butiker var tänkta att utgöra ett samhällscentrum.